# Jason Kask
Jason Kask (* 1985 in Duluth) ist ein US-amerikanischer Skilangläufer und Biathlet.
Jason Kask lebt in Golden Valley, war als Jugendlicher Schwimmer und nahm für Duluth YMCA auch an Meisterschaften bis hin zum Bundesstaat teil. Auf der Duluth East High School betrieb er Skilanglauf, Biathlon und Leichtathletik. Während der Sommermonate war er Ruderer im Duluth Rowing Club. Vor allem im Skilanglauf und im Rudern gewann er einige regionale Juniorentitel. Auf dem College of St. Scholastica konzentrierte er sich auf den Skilanglauf und im Sommer auf die Laufdisziplinen der Leichtathletik und Triathlon. Auf dem College machte er einen Abschluss in Physiologie. Er studiert mittlerweile Angewandte Kinesiologie an der University of Minnesota und arbeitet als Trainer für Ausdauersport. Bei den Nordamerikameisterschaften 2008 in Itasca kam er auf den 13. Platz im Sprint, wurde 15. des Verfolgungsrennens und Elfter des Massenstarts.